# Primetime-Emmy-Verleihung 2000
Die Emmy-Verleihung 2000 fand am 10. September 2000 im Shrine Auditorium in Los Angeles statt. Moderator war Garry Shandling.  Die Verleihung wurde von ABC übertragen. Es war die 52. Auflage der Emmy-Verleihung in der Sparte Primetime.

## Hauptkategorien

### Comedyserie
(Outstanding Comedy Series)
- Will & Grace, NBC
  - Alle lieben Raymond, CBS
  - Frasier, NBC
  - Friends, NBC
  - Sex and the City, HBO

### Dramaserie
(Outstanding Drama Series)
- The West Wing – Im Zentrum der Macht, NBC
  - Emergency Room – Die Notaufnahme, NBC
  - Law & Order, NBC
  - Practice – Die Anwälte, ABC
  - Die Sopranos, HBO

### Miniserie
(Outstanding Mini-Series)
- The Corner, HBO
  - Arabian Nights – Abenteuer aus 1001 Nacht, ABC
  - The Beach Boys: An American Family, ABC
  - Die Bibel – Jesus, CBS
  - P.T. Barnum, A&E

### Fernsehfilm
(Outstanding Made for Television Movie)
- Dienstags bei Morrie, ABC
  - Annie – Weihnachten einer Waise, ABC
  - Women Love Women, HBO
  - Rising Star, HBO
- Citizen Kane – Die Hollywood-Legende, HBO

### Varieté-, Musik- oder Comedysendung
(Outstanding Variety, Music or Comedy Series)
- Late Show with David Letterman, CBS
- The Chris Rock Show, HBO
- Dennis Miller Live, HBO
- Politically Incorrect, ABC
- The Tonight Show with Jay Leno, NBC

## Hauptdarsteller

### Hauptdarsteller in einer Dramaserie
(Outstanding Lead Actor in a Drama Series)
- James Gandolfini als Tony Soprano in Die Sopranos
  - Dennis Franz als Andy Sipowicz in New York Cops – NYPD Blue
  - Jerry Orbach als Lennie Briscoe in Law & Order
  - Martin Sheen als Josiah Bartlet in The West Wing – Im Zentrum der Macht
  - Sam Waterston als Jack McCoy in Law & Order

### Hauptdarsteller in einer Comedyserie
(Outstanding Lead Actor in a Comedy Series)
- Michael J. Fox als Mike Flaherty in Chaos City
  - Kelsey Grammer als Frasier Crane in Frasier
  - John Lithgow als Dick Solomon in Hinterm Mond gleich links
  - Eric McCormack als Will Truman in Will & Grace
  - Ray Romano als Ray Barone in Alle lieben Raymond

### Hauptdarsteller in einer Miniserie oder einem Fernsehfilm
(Outstanding Lead Actor in a Miniseries or Movie)
- Jack Lemmon als Morrie Schwartz in Dienstags bei Morrie
  - Beau Bridges als P. T. Barnum in P.T. Barnum
  - Brian Dennehy als Willy Loman in Death of a Salesman
  - William H. Macy als Terry Thorpe in Ein filmreifer Mord
  - Liev Schreiber als Orson Welles in Citizen Kane – Die Hollywood-Legende

### Hauptdarstellerin in einer Dramaserie
(Outstanding Lead Actress in a Drama Series)
- Sela Ward als Lily Manning in Noch mal mit Gefühl
  - Lorraine Bracco als Jennifer Melfi in Die Sopranos
  - Amy Brenneman als Amy Gray in Für alle Fälle Amy
  - Edie Falco als Carmela Soprano in The Sopranos
  - Julianna Margulies als Carol Hathaway in Emergency Room – Die Notaufnahme

### Hauptdarstellerin in einer Comedyserie
(Outstanding Lead Actress in a Comedy Series)
- Patricia Heaton als Debra Barone in Alle lieben Raymond
  - Jenna Elfman als Dharma Montgomery in Dharma & Greg
  - Jane Kaczmarek als Lois in Malcolm mittendrin
  - Debra Messing als Grace Adler in Will & Grace
  - Sarah Jessica Parker als Carrie Bradshaw in Sex and the City

### Hauptdarstellerin in einer Miniserie oder einem Fernsehfilm
(Outstanding Lead Actress in a Miniseries or Movie)
- Halle Berry als Dorothy Dandridge in Rising Star
  - Judy Davis als Paula in Eiszeit – Ein Ehekrieg mit Folgen
  - Sally Field als Iris in Eiszeit – Ein Ehekrieg mit Folgen
  - Holly Hunter als Ruby Kincaid in Zeit der Gerechtigkeit
  - Gena Rowlands als Georgia Porter in Color of Love

## Nebendarsteller

### Nebendarsteller in einer Dramaserie
(Outstanding Supporting Actor in a Drama Series)
- Richard Schiff als Toby Ziegler in The West Wing – Im Zentrum der Macht
  - Michael Badalucco als Jimmy Berluti in Practice – Die Anwälte
  - Dominic Chianese als Junior Soprano in Die Sopranos
  - Steve Harris als Eugene Young in Practice – Die Anwälte
  - John Spencer als Leo McGarry in The West Wing – Im Zentrum der Macht

### Nebendarsteller in einer Comedyserie
(Outstanding Supporting Actor in a Comedy Series)
- Sean Hayes als Jack McFarland in Will & Grace
  - Peter Boyle als Frank Barone in Alle lieben Raymond
  - Brad Garrett als Robert Barone in Alle lieben Raymond
  - Peter MacNicol als John Cage in Ally McBeal
  - David Hyde Pierce als Niles Crane in Frasier

### Nebendarsteller in einer Miniserie oder einem Fernsehfilm
(Outstanding Supporting Actor in a Miniseries or Movie)
- Hank Azaria als Mitch Albom in Dienstags bei Morrie
  - Klaus Maria Brandauer als Otto Preminger in Rising Star
  - James Cromwell als William Randolph Hearst in Citizen Kane – Die Hollywood-Legende
  - John Malkovich als Herman J. Mankiewicz in Citizen Kane – Die Hollywood-Legende
  - Danny Glover als Will Walker in Freedom Song

### Nebendarstellerin in einer Dramaserie
(Outstanding Supporting Actress in a Drama Series)
- Allison Janney als C. J. Cregg in The West Wing – Im Zentrum der Macht
  - Stockard Channing als Abbey Bartlet in The West Wing – Im Zentrum der Macht
  - Tyne Daly als Maxine Gray in Für alle Fälle Amy
  - Nancy Marchand als Livia Soprano in Die Sopranos
  - Holland Taylor als Roberta Kittleson in Practice – Die Anwälte

### Nebendarstellerin in einer Comedyserie
(Outstanding Supporting Actress in a Comedy Series)
- Megan Mullally als Karen Walker in Will & Grace
  - Jennifer Aniston als Rachel Green in Friends
  - Kim Cattrall als Samantha Jones in Sex and the City
  - Lisa Kudrow als Phoebe Buffay in Friends
  - Doris Roberts als Marie Barone in Alle lieben Raymond

### Nebendarstellerin in einer Miniserie oder einem Fernsehfilm
(Outstanding Supporting Actress in a Miniseries or Movie)
- Vanessa Redgrave als Edith Tree in Women Love Women
  - Kathy Bates als Miss Hannigan in Annie – Weihnachten einer Waise
  - Elizabeth Franz als Linda Loman in Death of a Salesman
  - Melanie Griffith als Marion Davies in Citizen Kane – Die Hollywood-Legende
  - Maggie Smith als Betsey Trotwood in David Copperfield

## Gastdarsteller

### Gastdarsteller in einer Dramaserie
(Outstanding Guest Actor in a Drama Series)
- James Whitmore als Raymond Oz in Practice – Die Anwälte
  - Alan Alda als Dr. Gabriel Lawrence in Emergency Room – Die Notaufnahme
  - Paul Dooley als Philip Swackheim in Practice – Die Anwälte
  - Kirk Douglas als Ros in Ein Hauch von Himmel
  - Henry Winkler als Henry Olson in Practice – Die Anwälte

### Gastdarsteller in einer Comedyserie
(Outstanding Guest Actor in a Comedy Series)
- Bruce Willis als Paul Stevens in Friends
  - Anthony LaPaglia als Simon Moon in Frasier
  - William H. Macy als Sam Donovan on Sports Night
  - Carl Reiner als Sid Barry on Beggars and Choosers
  - Tom Selleck als Dr. Richard Burke in Friends

### Gastdarstellerin in einer Dramaserie
(Outstanding Guest Actress in a Drama Series)
- Beah Richards als Gertrude Turner in Practice – Die Anwälte
  - Jane Alexander als Regina Mulroney in Law & Order und Law & Order: Special Victims Unit
  - Kathy Baker als Ellen Sawyer in Ein Hauch von Himmel
  - Marlee Matlin als Sally Berg in Practice – Die Anwälte
  - Tracy Pollan als Harper Anderson in Law & Order: Special Victims Unit

### Gastdarstellerin in einer Comedy Series
(Outstanding Guest Actress in a Comedy Series)
- Jean Smart als Lorna Lenley in Frasier
  - Beatrice Arthur als Mrs. White in Malcolm mittendrin
  - Cheri Oteri als Cindy in Just Shoot Me – Redaktion durchgeknipst
  - Debbie Reynolds als Bobbie Adler in Will & Grace
  - Holland Taylor als Letitia Devine in The Lot

### Individuelle Leistung in einer Varieté- oder Musiksendung
(Outstanding Individual Performance in a Variety or Music Program)
- Eddie Izzard in Eddie Izzard: Dress to Kill
  - Cher in Cher: Live in Concert from Las Vegas
  - Billy Crystal bei der Oscarverleihung 2000
  - Chris Rock auf Bigger and Blacker
  - Molly Shannon bei Saturday Night Live

## Regie

### Regie bei einer Dramaserie
(Outstanding Directing for a Drama Series)
- Thomas Schlamme für The West Wing – Im Zentrum der Macht
  - Allen Coulter für Die Sopranos
  - Jonathan Kaplan für Emergency Room – Die Notaufnahme
  - John Patterson für Die Sopranos
  - John Wells für Emergency Room – Die Notaufnahme

### Regie bei einer Comedyserie
(Outstanding Directing for a Comedy Series)
- Todd Holland für Malcolm mittendrin
  - James Burrows für Will & Grace
  - Bill D’Elia für Ally McBeal
  - Michael Lembeck für Friends
  - Will Mackenzie für Alle lieben Raymond
  - Thomas Schlamme für Sports Night

### Regie bei einer Miniserie oder einem Fernsehfilm
(Outstanding Directing for a Miniseries, Movie or Dramatic Special)
- Charles S. Dutton für The Corner
  - Martha Coolidge für Rising Star
  - Rob Marshall für Annie – Weihnachten einer Waise
  - Martin Pasetta und Stephen Fears für Fail Safe – Befehl ohne Ausweg
  - Benjamin Ross für Citizen Kane – Die Hollywood-Legende

### Regie bei einer Varieté-, Musik- oder Comedysendung
(Outstanding Directing for a Variety, Music or Comedy Program)
- Louis J. Horvitz für die Oscarverleihung 2000
  - Ellen Brown für The Tonight Show
  - Matthew Diamond für Crazy for You
  - Jerry Foley für Late Show with David Letterman
  - Beth McCarthy für Saturday Night Live: 25th Anniversary
  - Kieth Truesdell für Bigger & Blacker

## Drehbuch

### Drehbuch einer Dramaserie
(Outstanding Writing for a Drama Series)
- Aaron Sorkin und Rick Cleveland für The West Wing – Im Zentrum der Macht (Episode: In Excelsis Deo)
  - David Chase und  Todd A. Kessler für Die Sopranos (Episode: Ein Freund muss gehen)
  - Robin Green und Mitchell Burgess für Die Sopranos (Episode: Ein schnelles Ende)
  - Aaron Sorkin für The West Wing – Im Zentrum der Macht (Episode: Pilot)
  - Joss Whedon für Buffy – Im Bann der Dämonen (Episode: Das große Schweigen)

### Drehbuch bei einer Comedyserie
(Outstanding Writing for a Comedy Series)
- Linwood Boomer für Malcolm mittendrin
  - Cindy Chupack für Sex and the City
  - Paul Feig für Voll daneben, voll im Leben
  - Michael Patrick King für Sex and the City
  - Christopher Lloyd und Joe Keenan für Frasier
  - Ray Romano und Philip Rosenthal für Alle lieben Raymond

### Drehbuch bei einer Miniserie, einem Fernsehfilm oder eines Dramas
(Outstanding Writing for a Miniseries, Movie, or Dramatic Special)
- David Simon und David Mills für The Corner
  - Jane Anderson für Women Love Women
  - John Logan—Citizen Kane – Die Hollywood-Legende
  - Eric Overmyer, James Yoshimura und Tom Fontana für Homicide: The Movie
  - John Stockwell für Cheaters

### Drehbuch für eine Varieté-, Musik- oder Comedysendung
(Writing for a Variety, Music or Comedy Program)
- Eddie Izzard: Dress to Kill
  - Bigger & Blacker
  - The Chris Rock Show
  - Late Night with Conan O’Brien
  - Late Show with David Letterman